# Залагане на плавателен съд
Залагане (на плавателен съд) e началото на строителството на плавателен съд, началото на изграждането на неговия корпус.
В миналото построяването на кораба винаги се е започвало със залагането на неговия кил. Понастоящем в корабостроенето широко се използва секционният начин за построяване на корпуса, при който корпусът на кораба се сглобява от секции, които предварително са произведени в цеховете на корабостроителния завод и вече в готов вид са доставени на стапела, за това днес вече не може да се говори, че строителството на кораба винаги започва от поставянето на кила.
Първият блок или секция, която се залага, се избира от този район на корпуса, където ще има най-голям обем на монтажните работи. За големите плавателни съдове могат да се заложат едновременно няколко секции в няколко района на мястото на построяване.
По традиция в специална ниша на първата секция на съда се поставя паметна табела (метална пластина с надпис). На нея се съдържа информация за датата и мястото на залагане на съда, както и кои са неговите строители. С времето паметните табели започват да дават все по-пълни сведения за строящия се кораб, на тях даже се гравира и външният му вид.
Традиционно залагането на плавателни съдове се провежда в тържествена обстановка.